# Albano suburbikariska stift
Albano katolska stift är ett stift inom Romersk-katolska kyrkan beläget i Rom, Italien. Stiftet är ett av de sju så kallade suburbikariska stiften, vilket innebär att det tjänar som säte för en av kyrkans kardinalbiskopar.
Stiftet tar sitt namn från staden Albano Laziale, som ursprungligen låg omkring 15 kilometer från Rom längs Via Appia, men som idag utgör en integrerad del av Roms storstadsområde.
Domkyrka är Sankt Pankratius katedral i Albano Laziale, invigd 1721 och tillägnad Pankratius av Rom.
Den 6 februari 2025 utnämndes kardinal Robert Francis Prevost, men vid hans tillträde som påve Leo XIV 8 maj samma år blev biskopssätet vakant. Biskopsämbetet i de suburbikariska stiften är dock i praktiken överlåtet till en tjänstgörande stiftsbiskop.